# Pothole Dome
Le Pothole Dome est un sommet américain de la Sierra Nevada, en Californie. Ce dôme de granite culmine à 2 671 mètres d'altitude en s'élevant dans les Tuolumne Meadows, au sein de la partie du parc national de Yosemite qui relève du comté de Tuolumne. Il est protégé par la Yosemite Wilderness